# Maxey Long
Maxwell Warburn "Maxey" Long (Waverley, Massachusetts, 16 d'octubre de 1878 – Nova York, 4 de març de 1959) fou un atleta estatunidenc que va córrer al tombant del segle xx i que va prendre part en els Jocs Olímpics de París de 1900.
Guanyà tres títols de l'AAU (Unió Atlètica Amateur) entre 1898 i 1900 i un títol de la IC4A el 1899, tots en els 440 iardes. També aconseguí els títols de la AAU en 220 iardes el 1901 i de les 100 iardes el 1901.
Als Jocs de París Long disputà la prova dels 400 metres llisos. Va guanyar la primera sèria amb un temps de 50,4" i en la final liderà la cursa, derrotant el seu compatriota William Holland per quasi tres metres de diferència, per a aconseguir la medalla d'or.
El 29 de setembre d'aquell mateix any Long va rebaixar el rècord del món de les 440 iardes amb una marca de 47.8". Pocs dies després la rebaixà amb un registre de 47.0", però en una pista totalment recta.